# Brenda Hampton
Brenda Hampton (née le 19 août 1951 à Atlanta) est une réalisatrice américaine de séries télévisées.

## Biographie
Brenda Hampton est notamment connue pour les séries à succès Sept à la maison, La Vie secrète d'une ado ordinaire voire La croisière s'amuse, nouvelle vague.